# Royalton (Vermont)
Royalton es un pueblo ubicado en el condado de Windsor en el estado estadounidense de Vermont. En el año 2010 tenía una población de 2,773 habitantes y una densidad poblacional de 26 personas por km².

## Geografía
Royalton se encuentra ubicado en las coordenadas 43°48′58″N 72°32′50″O / 43.81611, -72.54722.

## Demografía
Según la Oficina del Censo en 2000 los ingresos medios por hogar en la localidad eran de $30,943 y los ingresos medios por familia eran $42,898. Los hombres tenían unos ingresos medios de $29,708 frente a los $26,667 para las mujeres. La renta per cápita para la localidad era de $16,755. Alrededor del 15% de la población estaban por debajo del umbral de pobreza.